# Marcelo Gomes
José Marcelo Gomes (Río de Janeiro, 24 de noviembre de 1981) es un exfutbolista brasileño nacionalizado boliviano. Actualmente es asisitente técnico de Stormers de la Asociación Chuquisaqueña de Fútbol. Jugaba como centrocampista.
El jugador ganó cuatro (4) títulos de Primera División, respectivamente con Universitario, Bolívar, San José y Independiente Petrolero, también un torneo (1) de la Copa Simón Bolívar con Universitario. También actualmente ocupa el segundo lugar en la tabla de máximos goleadores de la historia de San José y el tercero de Universitario, clubes en los que es considerado un referente.

## Trayectoria

### Universitario de Sucre
En el 2004 llegó a Bolivia para jugar Universitario de Sucre de la Asociación Chuquisaqueña de Fútbol, con quién salió campeón del torneo apertura. Fue precisamente Gomes uno de los jugadores esenciales para que Universitario fuera campeón, anotando goles decisivos. El 6 de julio anotaría el gol más importante de todos en el empate 1:1 ante San José, con este empate la U se coronó campeón por primera vez en su historia.
Al año siguiente continuó en Universitario para jugar la Copa Libertadores de América 2009. Universitario compartió el grupo 5 con Cruzeiro, Estudiantes de la Plata y Deportivo Quito.

## Estilo de juego
Gomes es un centrocampista versátil y dinámico entre sus habilidades, destaca su técnica individual, visión de juego, toque de balón, y capacidad para asistir y definir a gol. No destaca por su velocidad, pero es capaz de disparar al arco gracias a su buen remate de larga distancia.
En cuanto a los tiros libres, Gomes también es un buen lanzador de faltas gracias a su técnica, potencia y precisión.

## Clubes
| Club                     | País    | Año         |
| ------------------------ | ------- | ----------- |
| Bonsucesso Futebol Clube | Brasil  | 2002 - 2004 |
| Unión Central            | Bolivia | 2004 - 2005 |
| Universitario de Sucre   | Bolivia | 2006 - 2009 |
| Aurora                   | Bolivia | 2010        |
| Bolívar                  | Bolivia | 2011        |
| Universitario de Sucre   | Bolivia | 2011 - 2012 |
| San José                 | Bolivia | 2012 - 2014 |
| Jorge Wilstermann        | Bolivia | 2014        |
| Universitario de Sucre   | Bolivia | 2015 - 2017 |
| San José                 | Bolivia | 2017 - 2020 |
| Independiente Petrolero  | Bolivia | 2021        |
| Universitario de Sucre   | Bolivia | 2022        |

### Hat-Tricks
| Lista de partidos en los que anotó tres o más goles | Lista de partidos en los que anotó tres o más goles | Lista de partidos en los que anotó tres o más goles | Lista de partidos en los que anotó tres o más goles | Lista de partidos en los que anotó tres o más goles | Lista de partidos en los que anotó tres o más goles | Lista de partidos en los que anotó tres o más goles |
| N.º                                                 | Fecha                                               | Estadio                                             | Partido                                             | Goles                                               | Resultado                                           | Competición                                         |
| --------------------------------------------------- | --------------------------------------------------- | --------------------------------------------------- | --------------------------------------------------- | --------------------------------------------------- | --------------------------------------------------- | --------------------------------------------------- |
| 1                                                   | 9 de octubre de 2013                                | Estadio Jesús Bermúdez, Oruro                       | San José - Aurora                                   |                                                     | 5 - 3                                               | Torneo Apertura 2013                                |
| 2                                                   | 17 de noviembre de 2013                             | Estadio Jesús Bermúdez, Oruro                       | San José - Jorge Wilstermann                        |                                                     | 4 - 0                                               | Torneo Apertura 2013                                |

## Palmarés

### Títulos nacionales
| Título           | Club                    | País    | Año             |
| ---------------- | ----------------------- | ------- | --------------- |
| Primera División | Universitario de Sucre  | Bolivia | Apertura 2008   |
| Primera División | Bolívar                 | Bolivia | Adecuación 2011 |
| Primera División | San José                | Bolivia | Clausura 2018   |
| Primera División | Independiente Petrolero | Bolivia | 2021            |

### Distinciones individuales
| Distinción                                     | Año  |
| ---------------------------------------------- | ---- |
| Máximo goleador del Torneo Apertura (16 goles) | 2013 |